# (860) Ursina
(860) Ursina – planetoida z pasa głównego asteroid okrążająca Słońce w ciągu 4 lat i 246 dni w średniej odległości 2,79 au. Została odkryta 22 stycznia 1917 roku w Landessternwarte Heidelberg-Königstuhl w Heidelbergu przez Maxa Wolfa. Pochodzenie nazwy nie jest znane. Przed jej nadaniem planetoida nosiła oznaczenie tymczasowe (860) 1917 BD.